# Moosup Valley State Park Trail
Der Moosup Valley State Park Trail ist ein rail trail im US-Bundesstaat Connecticut auf dem Gebiet der Gemeinden Plainfield und Sterling im Windham County (Connecticut).

## Geographie
Der Trail folgt dem Gleisbett der ehemaligen New York, New Haven and Hartford Railroad. Die Strecke wurde in den späten 1960er Jahren aufgelassen, und 1987 vom Staat als Freizeitstrecke eröffnet. Sie wird vom Connecticut Department of Energy and Environmental Protection unterhalten. Die Strecke verläuft über ca. 9,7 km (6 mi) vom Zentrum des Dorfes Moosup (⊙) bis an die Grenze zu Rhode Island, wo der Weg als Coventry Greenway weiterläuft.
Der Moosup Valley Trail ist zusammen mit dem Quinebaug River Trail und dem Air Line Trail ein entscheidendes Stück in dem Abschnitt des geplanten East Coast Greenway zwischen Hartford und Providence.

## Erhaltungszustand
Der Weg wird laufend ausgebaut, manche Abschnitte sind allerdings schadhaft. Im Einzelnen lassen sich 4 Abschnitte unterscheiden:
Trailhead at Route 14 in Moosup to Barber Hill Road, Plainfield: An dieser Anfangsstelle gibt es Parkmöglichkeiten und der Moosup River wird auf einen ausgebauten Eisenbahnbrücke überquert. Der Weg wurde asphaltiert im Zuge der Demontage der Barber Hill Road bridge.
Barber Hill Road, Plainfield to bridge over Providence Road, Sterling: Dieser Streckenabschnitt ist in großen Teilen noch nicht vollendet ausgebaut. Die Decke besteht aus eingeebnetem Split. Die Brücke über den Moosup River in Sterling wurde repariert und bekam eine neue Straßendecke.
Bridge over Providence Road, Sterling to Spring Lake Road, Sterling: Eine neue Brücke wurde gebaut, um den Weg über die Providence Road zu führen. Diese ersetzt die ursprüngliche Eisenbahnbrücke, die gleich nach der Auflassung der Eisenbahnstrecke abgebaut wurde.
Spring Lake Road, Sterling to RI State Line: Dieser Abschnitt ist noch nicht erneuert. Die Decke besteht aus grobem Splitt, so dass man am ehesten zu Fuß oder mit dem Mountainbike vorankommt.
In Rhode Island setzt sich der Weg als Trestle Trail fort. dort wird er vom Rhode Island Department of Environmental Management unterhalten.